# Beverly Ramos
Beverly Sue Ramos Morales (née le 24 août 1987 à San Juan) est une athlète portoricaine, spécialiste du 3 000 mètres steeple et plus généralement des courses de demi-fond et fond. 
En 2016 elle détient tous les records nationaux du 1 500 m au marathon, ainsi que celui du 3 000 m steeple.

## Palmarès
| Date | Compétition                                      | Lieu           | Résultat | Épreuve     | Temp            |
| ---- | ------------------------------------------------ | -------------- | -------- | ----------- | --------------- |
| 2010 | Jeux d'Amérique centrale et des Caraïbes         | Mayagüez       | 3e       | 1 500 m     | 4 min 22 s 02   |
| 2010 | Jeux d'Amérique centrale et des Caraïbes         | Mayagüez       | 1re      | 5 000 m     | 16 min 9 s 82   |
| 2010 | Jeux d'Amérique centrale et des Caraïbes         | Mayagüez       | 1re      | 3 000 m st. | 9 min 59 s 03   |
| 2011 | Championnats d'Amérique centrale et des Caraïbes | Mayagüez       | 1re      | 3 000 m st. | 9 min 58 s 11   |
| 2014 | Championnats ibéro-américains                    | São Paulo      | 3e       | 3 000 m st. | 10 min 3 s 12   |
| 2014 | Jeux d'Amérique centrale et des Caraïbes         | Xalapa         | 3e       | 3 000 m st. | 10 min 8 s 39   |
| 2016 | Jeux olympiques                                  | Rio de Janeiro | 71e      | Marathon    | 2 h 43 min 52 s |
| 2018 | Jeux d'Amérique centrale et des Caraïbes         | Barranquilla   | 2e       | 5 000 m     | 16 min 14 s 04  |
| 2018 | Jeux d'Amérique centrale et des Caraïbes         | Barranquilla   | 2e       | 10 000 m    | 33 min 46 s 99  |
| 2018 | Jeux d'Amérique centrale et des Caraïbes         | Barranquilla   | 2e       | 3 000 m st. | 10 min 7 s 71   |
| 2022 | Championnats du monde                            | Eugene         | 20e      | Marathon    | 2 h 22 min 10 s |
| 2022 | Championnats NACAC                               | Freeport       | 3e       | 10 000 m    | 35 min 1 s 33   |

### Records
| Épreuve         | Performance          | Lieu                 | Date             |
| --------------- | -------------------- | -------------------- | ---------------- |
| 1 500 m         | 4 min 9 s 92 (NR)    | Burnaby              | 1er juillet 2011 |
| 3 000 m         | 8 min 57 s 68 (NR)   | Ponce                | 17 mai 2014      |
| 5 000 m         | 15 min 46 s 75 (NR)  | Palo Alto            | 4 avril 2014     |
| 10 000 m        | 33 min 51 s 54 (NR)  | Walnut               | 16 avril 2009    |
| Semi-marathon   | 1 h 12 min 9 s (NR)  | New York             | 20 mars 2016     |
| Marathon        | 2 h 31 min 10 s (NR) | Eugene               | 18 juillet 2022  |
| 3 000 m steeple | 9 min 39 s 33 (NR)   | Sotteville-lès-Rouen | 10 juillet 2012  |